# Ik voel me zo verdomd alleen
Ik voel me zo verdomd alleen is een lied geschreven door Karin Loomans en Herman van Veen.
Het werd geschreven ter ondersteuning van de film Ciske de Rat met Danny de Munk in de rol van Ciske. Wanneer Herman van Veen het lied en de filmmuziek probeert aan te brengen bij Polydor, waar zijn platenlabel Harlekijn is ondergebracht, weigert Polydor het uit te brengen. Pluggers en directeur zien er niets in. RCA Nederland hapt toe. Harlekijn Holland Productions staat met muziekproducent Jurre Haanstra op het label vermeld.
RCA scoort met de single (met B-kant Hé, stinkerd van Erik van der Wurff) een nummer één hit. In de Nationale Hitparade staat het 19 weken genoteerd waarvan vier weken op nummer 1. In de Nederlandse Top 40 staat het 14 weken met twee weken op nummer 1; daarvoor was het alarmschijf. Ook in België werd een top-10 notering binnengehaald.
Volgens Buma/Stemra was Ik voel me zo verdomd alleen de bestverkochte single van 1984 in Nederland.
Het album scoorde ook goed, het stond acht weken in de albumlijst met als hoogste notering de 14e plaats.

## Hitnoteringen

### Nederlandse Top 40
| Hitnotering: 07-04-1984 t/m 07-07-1984 | Hitnotering: 07-04-1984 t/m 07-07-1984 | Hitnotering: 07-04-1984 t/m 07-07-1984 | Hitnotering: 07-04-1984 t/m 07-07-1984 | Hitnotering: 07-04-1984 t/m 07-07-1984 | Hitnotering: 07-04-1984 t/m 07-07-1984 | Hitnotering: 07-04-1984 t/m 07-07-1984 | Hitnotering: 07-04-1984 t/m 07-07-1984 | Hitnotering: 07-04-1984 t/m 07-07-1984 | Hitnotering: 07-04-1984 t/m 07-07-1984 | Hitnotering: 07-04-1984 t/m 07-07-1984 | Hitnotering: 07-04-1984 t/m 07-07-1984 | Hitnotering: 07-04-1984 t/m 07-07-1984 | Hitnotering: 07-04-1984 t/m 07-07-1984 | Hitnotering: 07-04-1984 t/m 07-07-1984 | Hitnotering: 07-04-1984 t/m 07-07-1984 |
| Week                                   | 1                                      | 2                                      | 3                                      | 4                                      | 5                                      | 6                                      | 7                                      | 8                                      | 9                                      | 10                                     | 11                                     | 12                                     | 13                                     | 14                                     |                                        |
| -------------------------------------- | -------------------------------------- | -------------------------------------- | -------------------------------------- | -------------------------------------- | -------------------------------------- | -------------------------------------- | -------------------------------------- | -------------------------------------- | -------------------------------------- | -------------------------------------- | -------------------------------------- | -------------------------------------- | -------------------------------------- | -------------------------------------- | -------------------------------------- |
| Nummer                                 | 21                                     | 7                                      | 2                                      | 2                                      | 2                                      | 1                                      | 1                                      | 2                                      | 3                                      | 8                                      | 9                                      | 15                                     | 21                                     | 27                                     | uit                                    |

### Nationale Hitparade
| Hitnotering: 07-04-1984 t/m 11-08-1984 | Hitnotering: 07-04-1984 t/m 11-08-1984 | Hitnotering: 07-04-1984 t/m 11-08-1984 | Hitnotering: 07-04-1984 t/m 11-08-1984 | Hitnotering: 07-04-1984 t/m 11-08-1984 | Hitnotering: 07-04-1984 t/m 11-08-1984 | Hitnotering: 07-04-1984 t/m 11-08-1984 | Hitnotering: 07-04-1984 t/m 11-08-1984 | Hitnotering: 07-04-1984 t/m 11-08-1984 | Hitnotering: 07-04-1984 t/m 11-08-1984 | Hitnotering: 07-04-1984 t/m 11-08-1984 | Hitnotering: 07-04-1984 t/m 11-08-1984 | Hitnotering: 07-04-1984 t/m 11-08-1984 | Hitnotering: 07-04-1984 t/m 11-08-1984 | Hitnotering: 07-04-1984 t/m 11-08-1984 | Hitnotering: 07-04-1984 t/m 11-08-1984 | Hitnotering: 07-04-1984 t/m 11-08-1984 | Hitnotering: 07-04-1984 t/m 11-08-1984 | Hitnotering: 07-04-1984 t/m 11-08-1984 | Hitnotering: 07-04-1984 t/m 11-08-1984 | Hitnotering: 07-04-1984 t/m 11-08-1984 |
| Week                                   | 1                                      | 2                                      | 3                                      | 4                                      | 5                                      | 6                                      | 7                                      | 8                                      | 9                                      | 10                                     | 11                                     | 12                                     | 13                                     | 14                                     | 15                                     | 16                                     | 17                                     | 18                                     | 19                                     |                                        |
| -------------------------------------- | -------------------------------------- | -------------------------------------- | -------------------------------------- | -------------------------------------- | -------------------------------------- | -------------------------------------- | -------------------------------------- | -------------------------------------- | -------------------------------------- | -------------------------------------- | -------------------------------------- | -------------------------------------- | -------------------------------------- | -------------------------------------- | -------------------------------------- | -------------------------------------- | -------------------------------------- | -------------------------------------- | -------------------------------------- | -------------------------------------- |
| Nummer                                 | 50                                     | 2                                      | 2                                      | 1                                      | 1                                      | 1                                      | 1                                      | 2                                      | 2                                      | 5                                      | 5                                      | 8                                      | 12                                     | 19                                     | 20                                     | 26                                     | 40                                     | 38                                     | 43                                     | uit                                    |

### NPO Radio 2 Top 2000
| Nummer met noteringen in de NPO Radio 2 Top 2000 | '99 | '00 | '01 | '02  | '03  | '04 | '05  | '06  | '07  | '08  | '09  | '10  | '11  |
| ------------------------------------------------ | --- | --- | --- | ---- | ---- | --- | ---- | ---- | ---- | ---- | ---- | ---- | ---- |
| Ik voel me zo verdomd alleen                     | 524 | 752 | 999 | 1372 | 1512 | 970 | 1553 | 1847 | 1025 | 1311 | 1251 | 1840 | 1920 |

1. ↑  Een vetgedrukt getal geeft de hoogste notering aan.
2. ↑  Deze tabel is bijgewerkt tot en met de laatste editie (2024).